# Bob Esponja y la Gran Ola
«Bob Esponja y la Gran Ola» (título original: «SpongeBob vs. The Big One») también conocido como «The Secret of Kahuna Laguna» y «SpongeBob SquarePants and The Big Wave» es el episodio 11 de la sexta temporada y el episodio 111 en general de la serie de televisión animada estadounidense Bob Esponja. El episodio fue escrito por Aaron Springer, quien también dirigió los guiones gráficos, Paul Tibbitt y Steven Banks, y la animación fue dirigida por Andrew Overtoom y el director supervisor, Alan Smart. El episodio fue parte de la celebración del décimo aniversario de la serie en 2009. Cuenta con apariciones especiales de Johnny Depp como la voz de Jack Kahuna Laguna, Bruce Brown como el narrador y Davy Jones como él mismo. Se emitió originalmente en Nickelodeon en Estados Unidos el 17 de abril de 2009.
La serie sigue las aventuras y esfuerzos del personaje principal y sus diversos amigos en la ciudad submarina de Fondo de Bikini. En este episodio, Bob Esponja y sus amigos — Patricio, Calamardo, Mr. Krabs y Arenita — son arrastrados por una ola gigante. Se separan unos de otros; Bob Esponja, Patricio y Calamardo se encuentran varados en una remota isla tropical. Para regresar a Bikini Bottom, buscan a Jack Kahuna Laguna, un gurú del surf que puede enseñarles los retorcidos movimientos del surf para golpear la esquiva ola, The Big One, y poder regresar a casa.
Tras su estreno, el episodio atrajo un promedio de 5,8 millones de espectadores y obtuvo críticas positivas. El 3 de marzo de 2009 se lanzaron simultáneamente el DVD y el videojuego basado en el episodio.

## Trama
Mr. Krabs descubre que mucha gente está visitando la playa, por lo que decide ir a venderles Cangreburger. Cuando Bob Esponja, Calamardo y Mr. Krabs están en una tabla de surf, se encuentran con Patricio y Arenita. Patricio intenta subirse a la tabla, pero hace que ésta se vuelque, choca contra una gran ola y arrastra a los cinco amigos a lugares separados: Bob Esponja, Patricio y Calamardo van a una isla con jóvenes surfistas, termina Mr. Krabs queda varado en medio del mar con su caja registradora y se encuentra con El Holandés Errante, y Arenita es llevada a una pequeña isla donde construye un helicóptero con los suministros.
Los jóvenes surfistas de la isla les dicen a Bob Esponja, Patricio y Calamardo que la única forma de regresar a Fondo de Bikini es surfear allí; lamentablemente no saben cómo hacerlo. Twitch, uno de los surfistas, les dice que hay una persona que puede enseñarles a surfear: Jack Kahuna Laguna (JKL). Después de encontrar a JKL, este sale de su cabaña y surfea en una enorme tabla de surf, lo que asombra a los tres. Más tarde dice que tienen que montar una ola llamada «La Grande» para poder regresar a casa, o quedarán atrapados en la isla para siempre. Practican surf durante un tiempo y luego se preparan para montar en «La Grande». Antes de partir, JKL anuncia que The Big One exige un sacrificio.
Bob Esponja, Patricio y Calamardo montan la ola, que cobra vida y se come las tablas de surf de Patricio y Calamardo, y ven a Mr. Krabs. Fue rescatado por JKL y deja caer su caja registradora al océano, por lo que JKL va a recuperarla y actúa como sacrificio. Se ve a Bob Esponja, Patricio, Calamardo y Mr. Krabs surfeando en la tabla de surf y acercándose a Goo Lagoon. El helicóptero de Sandy se estrella en Goo Lagoon. Se ha organizado una fiesta de bienvenida a casa para la pandilla y JKL regresa con la caja registradora de Cangrejo. El episodio termina con todos bailando en la playa.

## Producción

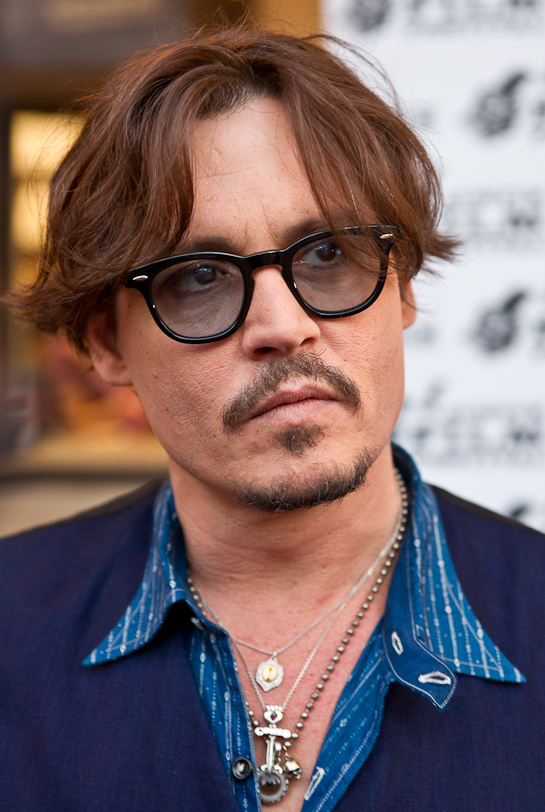
El actor Johnny Depp, que se muestra aquí en 2011, fue estrella invitada en el episodio como Jack Kahuna Laguna, entre otros.

El episodio «Bob Esponja y la Gran Ola» fue escrito por Aaron Springer, Paul Tibbitt y Steven Banks. Andrew Overtoom y el director supervisor Alan Smart se desempeñaron como directores de animación y Springer trabajó como director del guion gráfico. El episodio se emitió originalmente en Nickelodeon en Estados Unidos el 17 de abril de 2009, como parte de la celebración del décimo aniversario de la serie. Durante su lanzamiento, también se transmitió simultáneamente en Nickelodeon Mobile. TurboNick, el reproductor de banda ancha en línea de Nickelodeon, también presentó un adelanto del episodio, contenido de video corto, episodios de Bob Esponja y una repetición instantánea después de su estreno al aire.
Además del elenco habitual, el actor y músico estadounidense Johnny Depp protagonizó el episodio como la voz de Jack Kahuna Laguna, un gurú del surf que le enseñó a Bob Esponja a surfear. Según Sarah Noonan, vicepresidenta de talento y casting de Nickelodeon, Depp aceptó el papel porque él y sus hijos son fanáticos del programa. El presidente de animación de Nickelodeon, Brown Johnson, dijo: «Estamos entusiasmados de tener a Johnny Depp como estrella invitada en el especial de televisión de Bob Esponja que inicia la celebración del décimo aniversario de la serie [...] Las celebridades nos están ayudando a honrarlo de una manera especial durante todo el año». Otros invitados incluyeron al músico británico Davy Jones de The Monkees, quien protagonizó el episodio como él mismo, apareciendo en el fondo del mar con su casillero. y Bruce Brown realizando un cameo vocal como narrador del episodio. El 3 de marzo de 2009, el episodio estuvo disponible en una compilación en DVD del mismo nombre de Nickelodeon y Paramount Home Entertainment. También fue lanzado en la compilación en DVD de la sexta temporada de la serie.

## Recepción
El estreno del episodio el 17 de abril de 2009 atrajo a unos 5,8 millones de espectadores, y fue 1,6 millones más que Bob Esponja de mayor audiencia de la semana anterior, que se emitió el 11 de abril. El episodio fue la quinta transmisión por televisión de Nickelodeon con mayor audiencia en total de espectadores en lo que va del año y obtuvo aumentos significativos en las calificaciones entre todos los grupos demográficos de niños y preadolescentes.
En su reseña para Blogcritics, Maddy Pumilia escribió: «Como la mayoría de los episodios de Bob Esponja, este episodio fue una genialidad cómica. Disfruté especialmente la historia de amor de Mr. Krabs con su caja registradora, Cashy. Es divertidísimo. La mejor parte del programa, en mi opinión». Ian Jane de DVD Talk dijo que «vale la pena ver [el episodio] gracias al alto nivel de calidad de la serie, la animación peculiar y el humor multicapa». Erich Asperschlager de DVD Verdict calificó el episodio como «una versión divertida de la comida de surf de los conejitos de la playa, y está respaldada por un sexteto decente de las recientes aventuras de Bob Esponja». David Hinckly del New York Daily News le dio al episodio 4/5 estrellas y dijo: «Todo está bien cuando nunca te olvidas de divertirte». Daily Mirror describió la apariencia vocal de Johnny Depp como «totalmente ondulante (o algo así)». LJ Pérez de News Observer dijo que el personaje de Johnny Depp «se parece más al ladrón de bancos surfista interpretado por Patrick Swayze de la película tan mala pero buena 'Point Break' que a cualquier personaje que Depp haya interpretado».
En 2010, el episodio fue nominado en los premios Golden Reel Awards a la mejor edición de sonido: animación televisiva. También ha sido nominado en la 37ª edición de los premios Annie a la mejor producción de entretenimiento doméstico por su lanzamiento en DVD. El DVD recibió críticas en su mayoría positivas. En su reseña de TV Shows on DVD, Gord Lacey dijo que la calidad del vídeo es «bastante buena» y el audio era «decente, pero la pista envolvente de lanzamientos anteriores es mejor». Danny Cox de Inside Pulse dijo que el formato de pantalla completa «se ve muy bien» y «el sonido estéreo Dolby Digital también suena genial».

## Mercancías
SpongeBob vs. The Big One: Beach Party Cook-Off, un videojuego basado en el episodio, fue lanzado para Nintendo DS. El juego fue publicado por THQ y lanzado el 3 de marzo de 2009. En 2009 también se publicó un libro basado en el episodio. El libro titulado Surf's Up, SpongeBob! fue escrito por David Lewman y publicado por Simon Spotlight/Nickelodeon.